# Eusirus columbianus
Eusirus columbianus är en kräftdjursart som beskrevs av Edward Lloyd Bousfield och Hendrycks 1995. Eusirus columbianus ingår i släktet Eusirus och familjen Eusiridae. Inga underarter finns listade i Catalogue of Life.